# Bruna Takahashi
Bruna Yumi Takahashi (São Bernardo do Campo, 19 juli 2000) is een Braziliaans professioneel tafeltennisster. Zij speelt rechtshandig met de shakehandgreep.
Zij vertegenwoordigde haar land op de Olympische Zomerspelen van 2016 en 2020 maar won geen medailles.